# Julie Garwood
Julie Garwood (Kansas City, Missouri, 1944. december 26. – Kansas City, Missouri, 2023. június 8.) amerikai romantikus regényíró.

## Élete
Írországból származó nagycsaládban nőtt fel, ő volt a hatodik testvér hét gyermek közül. Testvérei: Sharon, Mary Kathleen, Marilyn, Mary, Mary Colette "Cookie", Joanne és Monica, és fiútestvére: Tom.
Származása sokban befolyásolta munkásságát, egyszer így nyilatkozott: "Az írek nagy mesemondók, akik élvezik megszervezni a történetek összes részletét és minden szituáció árnyalatait."
Julie írói karrierje akkor indult, amikor három gyermeke közül a legfiatalabb megkezdte az iskolát. Miután publikálták két fiataloknak szóló regényét érdeklődése a történelmi romantika irányába fordult. Első regényét a Gentle warriort a Pocket Books hozta forgalomban 1985-ben. Azóta több mint 20 regényt írt. Neve rendszeresen megjelenik az amerikai újságok bestseller listáján. Könyveinek népszerűsége egyre jobban kiterjed minden újonnan megjelent regényével. Könyveit számos nyelvre lefordították és több országban forgalomba hozták.

## Bibliográfia

### Emily Chase néven
Girls of Canby Hall sorozat
- 14. What's a Girl to Do?, 1985

### Julie Garwood néven

#### Egyéni könyvek
- A gyengéd lovag (Gentle Warrior, 1985)
- A Girl Named Summer (1986)
- Lázadó vágy (Rebellious Desire, 1986)
- A becsület diadala (Honor's Splendour, 1987)
- A jutalom (The Prize, 1991)
- Mentő körülmény (1993); Mentőangyal (Saving Grace, 2011)
- Álmaim hercege (Prince Charming, 1994)

#### Crown's Spies – A Korona kémei sorozat
- Az oroszlán asszonya (The Lion's Lady, 1988)
- Az őrangyal (Guardian Angel, 1990)
- Az ajándék (1991); Királyi adomány (The Gift, 2010)
- A kastély (1993); Kastélyok (Castles, 2010)

#### Lairds' Fiancees – Skót urak menyasszonyai sorozat
- A menyasszony (The Bride, 1989)
- Az esküvő (The Wedding, 1996)

#### Highlands' Lairds – Felföldi urak sorozat
- A titok (The Secret, 1992)
- Váltságdíj (Ransom, 1999)
- Árnyékzene (Shadow Music, 2007)

#### Claybornes' Brides – A Clayborne-fivérek
- Két rózsa (For the Roses, 1995)
- Halvány rózsa (One Pink Rose, 1997)
- Fehér rózsa (One White Rose, 1997)
- Vörös rózsa (One Red Rose, 1997)

A GABO Könyvkiadó megjelentette a három kisregényt új fordításban és egy kötetben Három rózsa címmel.
- Ha eljő a tavasz (Come the Spring, 1997)

#### A Buchanan (FBI sorozat
- Szívtipró (Heartbreaker, 2000)
- Kegyes halál (Mercy, 2001)
- Ünneprontó (Killjoy, 2002)
- Halállista (Murder List, 2004)
- Lassú izzás (Slow Burn, 2005)
- Árnyéktánc (Shadow Dance, 2006)
- Tűz és jég (Fire and Ice, 2008)
- Hosszú búcsú (Sizzle, 2009)
- Az ideális férfi (The Ideal Man, 2012)
- Szép szavak (Sweet Talk, 2013)
- A Nagymenő (Hotshot, 2014)
- Teljes gázzal (Fast Track, 2015)
- A tökéletes jelölt (Wired, 2017)

## Magyarul
- A titok; fordította: Földeák Iván; Pannon, Budapest, 1993
- Az ajándék; fordította: Végh Péter; Hajja, Debrecen, 1994
- A gyengéd lovag; Hajja, Debrecen, 1995 (Hati könyvek)
- Mentő körülmény; Hajja, Debrecen, 1995 (Hati könyvek)
- A jutalom; fordította: Harmati Enikő; Hajja, Debrecen, 1996 (Hati könyvek)
- Az Oroszlán asszonya; fordította: Vágó Tímea; Hajja, Debrecen, 1996
- Az őrangyal; fordította: Vágó Tímea; Hajja, Debrecen, 1996
- A kastély; fordította: Harmati Enikő; Hajja, Debrecen, 1997
- A Clayborne testvérek; K.u.K., Budapest, 1997
- 1. Halvány rózsa; fordította: Merényi Anikó
- 2. Fehér rózsa; fordította: Merényi Anikó
- 3. Vörös rózsa; fordította: T. Bíró Katalin
  - (Három rózsa címen is; fordította: Tóth Gizella)
- Szívtipró; fordította: Tóth Gizella; Gabo, Budapest, 2002
- Lázadó vágy; fordította: Tóth Gizella; Gabo, Budapest, 2003
- Kegyes halál; fordította: Tóth Gizella; Gabo, Budapest, 2003
- Ünneprontó; fordította: Tóth Gizella; Gabo, Budapest, 2004
- A menyasszony; fordította: Tóth Gizella; Gabo, Budapest, 2004
- A becsület diadala; fordította: Tóth Gizella; Gabo, Budapest, 2005
- Halállista; fordította: Tóth Gizella; Gabo, Budapest, 2005
- A titok; fordította: Tóth Gizella; Gabo, Budapest, 2006
- Az esküvő; fordította: Gonda Éva; Gabo, Budapest, 2006
- Lassú izzás; fordította: Király Zsuzsa; Gabo, Budapest, 2006
- Álmaim hercege; fordította: Tóth Gizella; Gabo, Budapest, 2007
- Árnyéktánc; fordította: Tóth Gizella; Gabo, Budapest, 2007
- Váltságdíj; fordította: Tóth Gizella; Gabo, Budapest, 2007
- Két rózsa. Clayborne fivérek 1; fordította: Tóth Gizella; Gabo, Budapest, 2008
- Három rózsa. Clayborne fivérek 2; fordította: Tóth Gizella; Gabo, Budapest, 2008
- Ha eljő a tavasz. Clayborne fivérek 3; fordította: Tóth Gizella; Gabo, Budapest, 2008
  - (A Clayborne testvérek címen is)
- A jutalom; fordította: Tóth Gizella; Gabo, Budapest, 2008
- Az oroszlán asszonya. A korona kémei 1; fordította: Tóth Gizella; Gabo, Budapest, 2009
- Az őrangyal. A korona kémei 2; fordította: Tóth Gizella; Gabo, Budapest, 2009
- Királyi adomány. A korona kémei 3; fordította: Tóth Gizella; Gabo, Budapest, 2010
- Árnyékzene; fordította: Tóth Gizella; Gabo, Budapest, 2009
- Tűz és jég; fordította: Tóth Gizella; Gabo, Budapest, 2010
- Kastélyok. A korona kémei 4; fordította: Tóth Gizella; Gabo, Budapest, 2010
- Mentőangyal; fordította: Tóth Gizella; Gabo, Budapest, 2011
- Gyengéd lovag; fordította: Tóth Gizella; Gabo, Budapest, 2011
- Hosszú búcsú; fordította: Tóth Gizella; Gabo, Budapest, 2011
- Kegyes halál; fordította: Tóth Gizella; Gabo, Budapest, 2012
- Ünneprontó; fordította: Tóth Gizella; Gabo, Budapest, 2012
- Az ideális férfi; fordította: Tóth Gizella; Gabo, Budapest, 2012
- Szívtipró; fordította: Tóth Gizella; Gabo, Budapest, 2012
- Szép szavak; fordította: Tóth Gizella; Gabo, Budapest, 2013
- A nagymenő; fordította: Tóth Gizella; Gabo, Budapest, 2014
- Teljes gázzal; fordította: Tóth Gizella; Gabo, Budapest, 2015
- A tökéletes jelölt; fordította: Tóth Gizella; Gabo, Budapest, 2017